# Jamia Ashrafiyya
Jamia Ashrafiyya ist das größte islamische Seminar der Barelwi-Bewegung in Indien. Es befindet sich in Mubarakpur, Distrikt Azamgarh, Uttar Pradesh, Nordindien. Diese Madrasa wurde von Maulana Abd al-Aziz gegründet, 1972 erfolgte die Grundsteinlegung. Sie und die Madrasa Manzar-i Islam – die 1904 von Ahmad Riza Khan Barelwi (1856–1921) gegründete erste Madrasa der Bewegung – werden dar al-ulum genannt. Die Madrasa folgt dem Curriculum Dars-i Nizami.